# Malva olbia
Malva olbia är en malvaväxtart som först beskrevs av Carl von Linné, och fick sitt nu gällande namn av Friedrich Christoph Wilhelm Alefeld. Malva olbia ingår i Malvasläktet som ingår i familjen malvaväxter. Inga underarter finns listade i Catalogue of Life.